# مرگ‌ها در اوت ۲۰۱۸
مرگ‌ها در اوت ۲۰۱۸ (انگلیسی: Deaths in August 2018) آنچه در پی می‌آید فهرست افراد سرشناسی است که در اوت ۲۰۱۸ درگذشته‌اند.
- در هر عنوان به‌ترتیب نام شخص، سن، ملیت، دلیل سرشناسی، علت مرگ، و منبع آمده‌است.

## اوت
۱۷
- ضیاءالدین دری،۶۵، کارگردان، تهیه‌کننده و نویسنده[۱]
- عزت الله انتظامی،۹۴، بازیگر و کارگردان سینما و تئاتر[۲]

### ۱۲
- سمیر امین، ۸۶، اقتصاددان مصری.[۳]

### ۱۱
- وی. اس. نایپل، ۸۵، رمان‌نویس و مقاله‌نویس هندو ترینیدادی‌تبار بریتانیایی (A House for Mr Biswas)، برندهٔ جایزهٔ نوبل ادبیات (۲۰۰۱).[۴]

### ۱۰
- مهرداد پهلبد، ۱۰۱، سیاستمدار ایرانی، وزارت فرهنگ و ارشاد اسلامی (۱۹۶۴–۱۹۷۸).[۵]

### ۸
- نیکولاس بت، ۲۸، دونده دو با مانع اهل کنیا.[۶]

### ۷
- ریچارد اچ. کلاین، ۹۱، فیلم‌بردار آمریکایی (کینگ کونگ, پیشتازان فضا: فیلم, کملوت).[۷]

### ۶
- پل لاکسالت، ۹۶، سیاستمدار آمریکایی، عضو مجلس سنای ایالات متحده آمریکا (۱۹۷۴–۱۹۸۷).[۸]
- سناء مظهر، ۸۵، بازیگر مصری.[۹]

### ۵
- شارلوت را، ۹۲، بازیگر آمریکایی (The Facts of Life, Diff'rent Strokes, 101 Dalmatians: The Series)، سرطان استخوان.[۱۰]
- پیوتر شولکین، ۶۸، کارگردان لهستانی (The War of the Worlds: Next Century, O-Bi, O-Ba: The End of Civilization).[۱۱]

### ۴
- ماساهیکو تسوگاوا، ۷۸، بازیگر ژاپنی (Otoko wa Tsurai yo, Godzilla, Mothra and King Ghidorah: Giant Monsters All-Out Attack, تامپوپو).[۱۲]

### ۳
- موشه میزراهی، ۸۶، کارگردان و فیلم‌نامه‌نویس اسرائیلی (مادام رزا, Every Time We Say Goodbye, The House on Chelouche Street), برندهٔ جایزه اسکار بهترین فیلم خارجی‌زبان (پنجاهمین دوره جوایز اسکار).[۱۳]
- رانی تیلور، ۹۳، فیلم‌بردار بریتانیایی (گاندی، آزادی را فریاد کن, A Chorus Line)، برندهٔ جایزه اسکار (۱۹۸۲).[۱۴]

### ۲
- آرمان دو لاس کوئواس، ۵۰، دوچرخه‌سوار فرانسوی، خودکشی.[۱۵]
- وینستون نتشونا، ۷۶، بازیگر و نمایشنامه‌نویس اهل آفریقای جنوبی ‏(Marigolds in August) (The Island, Sizwe Banzi Is Dead)، برندهٔ ‏Tony ‏(۱۹۷۵).[۱۶]

### ۱
- ماری کارلایل، ۱۰۴، بازیگر آمریکایی (College Humor, Doctor Rhythm, Dead Men Walk).[۱۷]